# Česko-lichtenštejnské vztahy

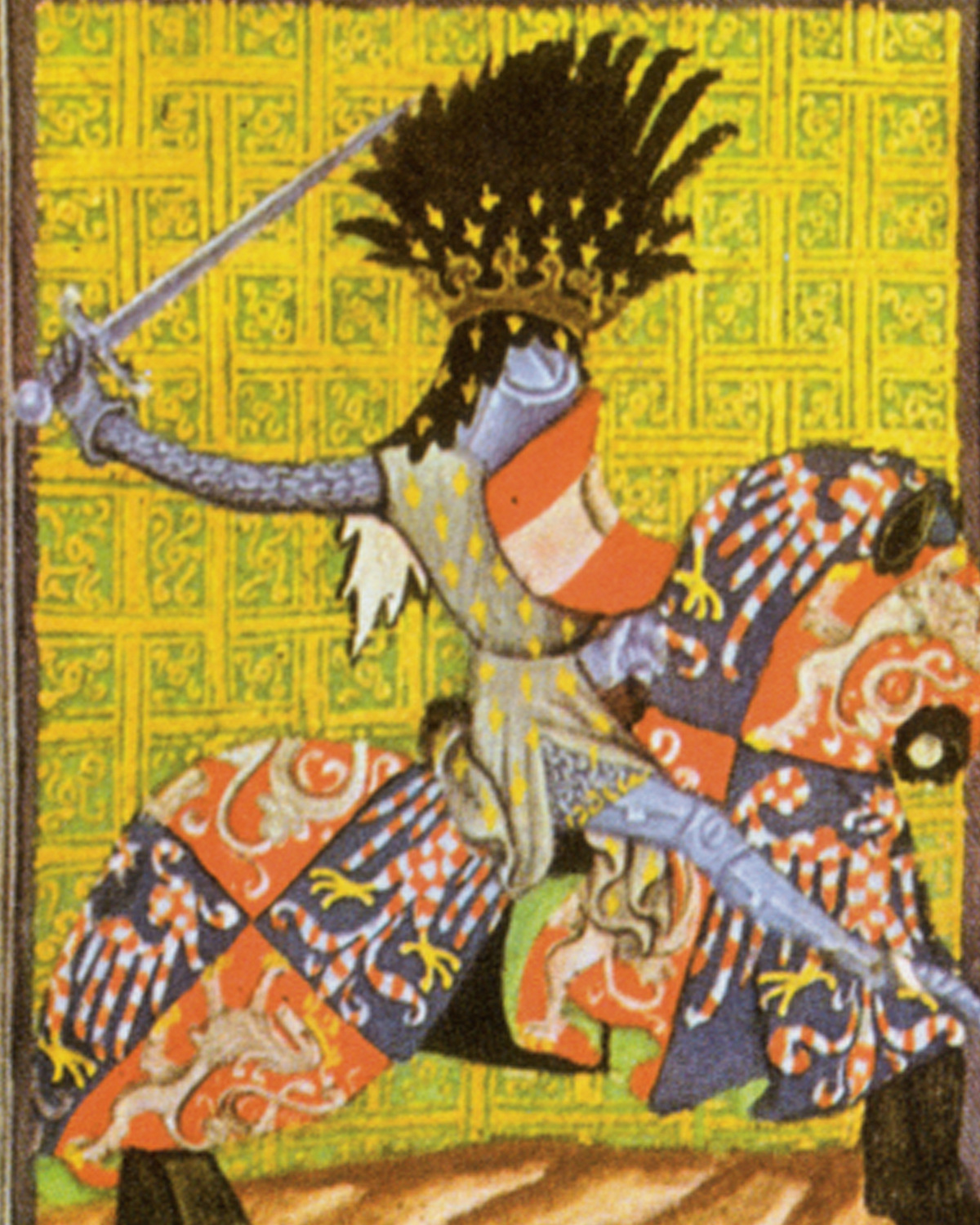
Přemysl Otakar II., zakladatel lichtenštejnského majetkového rozmachu na Moravě (Gelnhausenův kodex)

Pojem česko-lichtenštejnské vztahy je možno chápat jako označení dvou rozdílných pohledů: 1) jako historický fenomén působení významného rodu Lichtenštejnů v českých zemích 2) případně jako vztahy občanů obou zemí či vztahů na úrovni vlád, tj. diplomatické vztahy mezi moderním Lichtenštejnským knížectvím a Českou republikou, respektive Československem. 

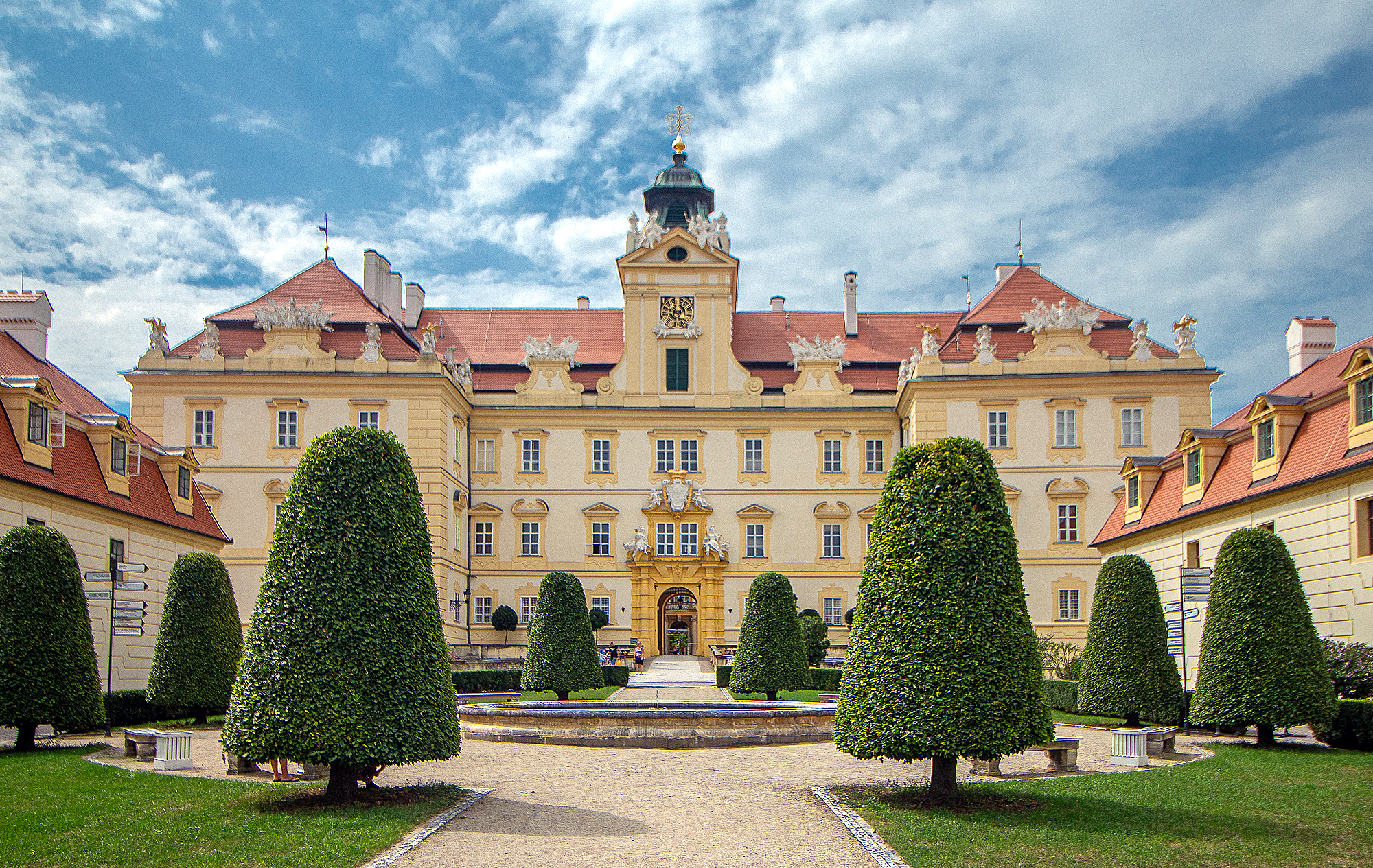
Zámek Valtice, hlavní sídlo knížecího rodu Lichtenštejnů do roku 1918

Jednou z citlivých otázek novodobé historie Československa a samostatného Česka ve vztahu k Lichtenštejnsku jsou konfiskace majetku lichtenštejnských občanů v roce 1945. To se týká zejména konfiskace majetku rodu Lichtenštejnů. Kromě osmi členů vládnoucího rodu přišlo o majetek i dalších 30 řadových občanů Lichtenštejnského knížectví. Tuto historickou událost podrobně zkoumala společná česko-lichtenštejnská historická komise, ustavená vládami obou zemí po obnovení diplomatických styků dne 18. září 2009.
Vláda Lichtenštejnska se nevzdala nároků svých občanů a ani vládnoucí kníže Hans Adam II. se nevzdal nároků své rodiny. V tomto případě jde o problém s mezinárodním přesahem v mezinárodně právní kauze. Podle názoru knížete Hanse Adama II. by tzv. Benešovy dekrety neměly být uplatňovány na majetek lichtenštejnských občanů.

## Historie

### Nejstarší společné dějiny
Přítomnost rod Lichtenštejnů na českém území (jižní Morava) je známa již od 13. století. Dne 14. ledna 1249 získal Jindřich I. z Lichtenštejna († 1265 nebo 1266) od krále Přemysla Otakara II. za svou věrnost v boji a také kvůli zachování dobrých styků na moravsko-rakouském pomezí obdržel darem jihomoravský Mikulov s vesnicemi Bavory, Klentnice, Mušov, Dolní Dunajovice a Březí na jižní Moravě jako svobodné vlastnictví. Tím také započala nepřetržitá linie rodu až do 20. století. Získání tohoto panství mělo veliký politický význam, protože rodina postupně získala rozsáhlý majetek na území Moravského markrabství a později i v dalších zemích Koruny české.
Roku 1613 udělil král Matyáš svému důvěrníkovi Karlovi I. z Lichtenštejna (1569–1627) Opavské knížectví a formálně je stvrdil jako součást Slezska, čímž došlo k založení lichtenštejnského knížecího rodu (slezská orlice, erb panství Krnov a erb Opavska se stávají trvalou součástí lichtenštejnského rodového erbu dodnes).
Rodový majetek na Moravě byl postupně rozšiřován a do roku 1945 zde Lichtenštejnové vlastnili rozsáhlé pozemky s centry v Lednici a Valticích. 

### Vztahy po roce 1918
V říjnu 1918 byla v Československu provedena pozemková reforma, při které Lichtenštejnové znárodněním a nucenými prodeji přišli o část územního majetku v Čechách, na Moravě a ve Slezsku. Tím ovšem Československo nerespektovalo suverenitu Lichtenštejnska a snahy lichtenštejnské vlády a rodu Lichtenštejnů uznat lichtenštejnskou suverenitu selhaly.
V meziválečném období Československo zpochybnilo státnost a suverenitu Lichtenštejnského knížectví. Od roku 1929 probíhalo v Československu sčítání lidu. Ke konfiskaci došlo v případech německé nebo maďarské národnosti. V roce 1935 byla pozemková reforma v Československu prohlášena za dokončenou. O tři roky později Československo uznalo Lichtenštejnsko jako stát. Ve stejné době byly navázány diplomatické styky přes Švýcarsko.
Mnichovská dohoda v roce 1938, zánik ČSR a druhá světová válka, vedly k faktickému zastavení diplomatických styků. Po skončení druhé světové války Československo odmítlo obnovit diplomatické styky s Lichtenštejnskem, což knížectví chápalo jako „nedostatek respektu k lichtenštejnské suverenitě“.

### Druhá světová válka
Lichtenštejnské knížectví je od roku 1868 neutrální zemí. Po první světové válce uzavřelo celní a měnovou unii s neutrálním Švýcarskem, jehož pohraniční a celní stráž střeží lichtenštejnské hranice a zůstalo také během druhé světové války přísně neutrální zemí. Ve dnech 2. až 3. března 1939 vykonal kníže František Josef II. zdvořilostní návštěvu Berlína, kde se setkal s ministry říšské vlády a Adolfem Hitlerem. Krátce po této návštěvě se Lidové německé hnutí v Lichtenštejnsku 24. března 1939 neúspěšně pokusilo o převrat. Naprostá většina obyvatel podporovala knížete a vyslovila se pro neutralitu a nezávislost své země.
Jak ukázal výzkum mezinárodního týmu historiků, lichtenštejnská knížecí rodina za druhé světové války zakoupila některé majetky zabavené Židům v Rakousku a bývalém Československu. Kromě toho využívala práci zotročených lidí z koncentračního tábora Strasshof na svých zemědělských pozemcích v Rakousku. Je však pravděpodobné, že prací v zemědělství zachránila mnoho lidí od utrpení v koncentračních táborech. Lichtenštejnsko se ale nepodílelo na ziscích ze zlata ani jiných cenností ukradených Židům.
Komise také dospěla k závěru, že Švýcarsko poslalo zpět tisíce židovských uprchlíků a že švýcarské firmy obchodovaly s nacistickým Německem. Lichtenštejnsko přijalo celkem 400 uprchlíků z nacisty ovládaného Rakouska, 165 uprchlíků však poslalo zpět.

### Poválečná situace

#### Benešovy dekrety
Po druhé světové válce byl majetek celkem 39 lichtenštejnských občanů převeden pod národní správu a konfiskován. Stalo se tak na základě Benešových dekretů č. 5 a č. 12. Mezi postiženými občany byl i panovník kníže František Josef II. Akt byl odůvodněn nepravdivým tvrzením československých úřadů, že se kníže a jeho rodina při sčítání v roce 1930 přihlásili k německé národnosti.
Ještě před osvobozením působil kníže Karel Alfréd z Lichtenštejna (1910–1985) jako zástupce na švýcarském generálním konzulátu v Praze. Zatímco neutrální Lichtenštejnsko očekávalo pokračování diplomatických styků s Československem bezprostředně po jeho osvobození, již na začátku roku 1945 se objevovaly signály, že si Československo nepřeje jejich obnovení. Exilová vláda pod tlakem komunistů již v této době plánovala zabavení majetku německých občanů včetně Lichtenštejnů.
V únoru 1945 Československo obnovilo diplomatické styky se Švýcarskem, které v březnu 1939 uznalo okupaci, nikoli však s Lichtenštejnskem. Když hrozila konfiskace majetku Lichtenštejnů v Československu, švýcarský generální konzul v Praze Albert Huber 19. června 1945 varoval československé ministerstvo zahraničí, že půjde o zásah proti hlavě samostatného státu.
Majetek knížete Františka Josefa II. a dalších rodinných příslušníků byl dekretem prezidenta republiky zkonfiskován. Výnosem Okresního národního výboru v Olomouci ze dne 30. července 1945 byl František Josef II. z „Lichtenštejna“ prohlášen za osobu „německé národnosti“ podle dekretu prezidenta republiky. Proti dekretu mohl podle instrukcí pověřenec do 15 dnů ode dne vydání dekretu požádat o „výjimku“ z konfiskace Okresní národní výbor v Olomouci.
Proti dekretu podal kníže František Josef II. prostřednictvím svého generálního zástupce stížnost, v níž protestoval, že byl označen za Němce, a že dekret nebyl doručen jemu ani jeho zástupcům v Československu, a je tedy právně neplatný. Dále tvrdil, že vyhláška neobsahuje žádné odkazy na opravný prostředek.
Kníže z Lichtenštejna také podal námitku, že byl zcela svévolně označen jako „osoba německé národnosti“, přestože se v rozhodném období po roce 1929 nikdy při žádném sčítání lidu nepřihlásil za příslušníka německé národnosti a nikdy nebyl členem politické strany nebo formace, které sdružovaly občany německé národnosti. Většina členů lichtenštejnské rodiny opustila Československo v době sčítání lidu,  protože jako národnost nemohli uvést, že jsou „Lichtenštejnci“ (byli občany Lichtenštejnska). Kníže byl v inkriminované době prokazatelně mimo území Československa.
Na uvalení národní správy a hrozbu pozdější konfiskace reagoval kníže prostřednictvím svého advokáta JUDr. Emila Sobičky v Praze. Profesor František Weyr (spoluautor československé ústavy) pak v letech 1945 a 1947 napsal právní posudek, který konfiskaci zcela odmítl z důvodu porušení dobového práva. Hlavní argumenty Lichtenštejnů proti konfiskaci lze shrnout takto:
- Majetek vládnoucího knížete je majetkem hlavy státu cizího státu uznaného ČSR.
- Členové lichtenštejnského šlechtického rodu nikdy vědomě a dobrovolně nežádali o německé občanství. Přestože užívají němčinu, jsou občany Lichtenštejnska.
- Lichtenštejnsko bylo ve válce neutrální, takže se jeho občané nemohli aktivně zapojit do boje za zachování celistvosti a osvobození ČSR.
- Konfiskace je v rozporu s československým národním i mezinárodním právem.

V čele správy lichtenštejnských panství v době Protektorátu Čechy a Morava stál František Svoboda. Převážnou většinu zaměstnanců knížecích statků tvořili etničtí Češi (191 z 215), v ústředním ředitelství pracovalo 12 Čechů a 11 Němců. Kníže Karel Alfred navíc opakovaně intervenoval jménem svých českých zaměstnanců u protektorátních a německých úřadů, včetně gestapa. Lichtenštejnská vláda vědomě ignorovala některá okupační nařízení a například platila mzdy zaměstnancům odsouzeným za protinacistickou činnost a finančně podporovala jejich rodiny. Poválečné instituce kontrolované komunisty nepravdivě tvrdily (jak bylo v té době běžnou praxí), že knížecí administrativa je „plná nacistů“.